# بولنت كوركماز
بولينت كوركماز (بالتركية: Bülent Korkmaz) (مواليد 24 نوفمبر 1968 في ملطية - تركيا) لاعب كرة قدم تركي معتزل كان يجيد اللعب في خط الدفاع.
لعب كوركماز مع نادي كارابوك سبور للناشئين وأنتقل إلى غلطة سراي في عام 1978 ولعب مع غلطة سراي 630 مباراة وأحرز 32 هدفاً ويعتبر بولينت كوركماز من أفضل المدافعين الذين مروا على غلطة سراي وكان قائداً مثالياً لغلطة سراي وفاز ببطولة دوري السوبر التركي 8 مرات وبطولة كأس تركيا 6 مرات وكأس الأتحاد الأوروبي في عام 2000 وهو قائد الفريق.
وبنفس عام 2000 فاز غلطة سراي التركي بلقب كأس السوبر الأوروبي 2-1 على حساب ريال مدريد الإسباني، وفي عام 2001 وصل مع غلطة سراي التركي في دوري أبطال أوروبا إلى ربع النهائي وخسر من ريال مدريد الإسباني وخرج من دوري الأبطال.
شارك كوركماز مع المنتخب التركي في نهائيات كأس العالم لكرة القدم 2002 في كوريا الجنوبية واليابان ووصل مع منتخب بلاده في المركز الثالث وأعلن كوركماز اعتزاله اللعب دولياً ونهائياً في عام 2005.

## مسيرته الكروية
لعب بولنت كوركماز خلال مسيرته الاحترافية مع نادِ واحدٍ في ثمانية عشر موسمًا وسجل خلالها 16 هدفًا ضمن 427 مباراة. حيث فاز في ستة مواسم بالكأس وفي ثمانية مواسم بالدوري.
خاض بولنت كوركماز مسيرته مع نادي غلطة سراي في موسم 1987–88 ليلعب معه ثمانية عشر موسمًا، مشاركًا في 427 مباراة سجل خلالها 16 هدفًا.

## روابط خارجية
- بولنت كوركماز على موقع الاتحاد الدولي (مؤرشف)  (الإنجليزية)
- بولنت كوركماز على موقع الاتحاد الأوربي (الإنجليزية)
- بولنت كوركماز على موقع اتحاد تركيا (لاعب) (الإنجليزية)
- بولنت كوركماز على موقع اتحاد تركيا (مدرب) (الإنجليزية)
- بولنت كوركماز على موقع قاعدة بيانات كرة القدم.إي يو (الإنجليزية)
- بولنت كوركماز على موقع ناشيونال فوتبول تيمز (الإنجليزية)
- بولنت كوركماز على موقع عالم كرة القدم.نت (الإنجليزية)
- بولنت كوركماز على موقع كووورة